# 呼求主名
呼求主名，是基督宗教的一種最簡單的禱告。

## 典籍
- 《約珥書》 
  - 2:31 在耶和華大而可畏的日子來到以前，日頭要變為黑暗，月亮要變為血。
  - 2:32 那時，凡呼求耶和華名的，就必得救；因為照耶和華所說的，在錫安山、在耶路撒冷，必有逃脫的人，在餘剩的人中，必有耶和華所召的。

- 《使徒行傳》 
  - 2:20 在主大而顯赫的日子來到以前，日頭要變為黑暗，月亮要變為血。
  - 2:21 那時，“凡呼求主名的，就必得救。”

- 《羅馬書》： 
  - 10:12 因為猶太人和希利尼人並沒有分別，眾人同有一位主，祂對一切呼求祂的人是豐富的。
  - 10:13 因為“凡呼求主名的，就必得救。”

## 各教派思想及做法

### 召会
召会信徒呼喊多次「喔！主耶穌～」以“操练、释放灵”。

聖經恢復本徒二21注2：
呼求主名不是新约的新作法，乃是开始于创四26，人类的第三代以挪士。接着有约伯（伯十二4，二七10）、亚伯拉罕（创十二8，十三4，二一33）、以撒（创二六25）、摩西和以色列人（申四7）、参孙（士十五18，十六28）、撒母耳（撒上十二18，诗九九6）、大卫（撒下二二4、7，代上十六8，二一26，诗十四4，十七6，十八3、6，三一17，五五16，八六5、7，一〇五1，一一六4、13、17，一一八5，一四五18）、诗人亚萨（诗八十18）、诗人希幔（诗八八9）、以利亚（王上十八24）、以赛亚（赛十二4）、耶利米（哀三55、57）和其他的人（诗九九6）；他们在旧约时代都呼求主名。以赛亚也嘱咐寻求神的人，要呼求祂（赛五五6）。甚至外邦人也晓得，以色列的申言者习惯呼求神的名（拿一6，王下五11）。神从北方兴起的外邦人，也呼求祂的名（赛四一25）。神命令并愿意祂的百姓呼求祂（诗五十15，耶二九12，诗九一15，番三9，亚十三9）。这是饮于神救恩泉源的喜乐之路（赛十二3～4），也是以神为乐的享受之路（伯二七10）。以神为乐就是享受神。因此，神的子民必须天天呼求祂（诗八八9）。这是约珥关于新约禧年所预言的欢乐作法（珥二32）。
在新约里，彼得在五旬节那天，首次提起呼求主名，应验了约珥的预言。这应验是关乎神在经纶一面，将包罗万有的灵浇灌在祂所拣选的人身上，使他们能有分于新约的禧年。约珥关于神新约禧年的预言及其应验有两面：在神那一面，祂在复活基督的升天里，将祂的灵浇灌下来；在我们这一面，我们呼求这位成就一切、达到一切并得着一切，升天之主的名。我们这些在基督里的信徒，要有分于并享受包罗万有的基督，和祂所成就、所达到、所得着的一切，呼求祂的名是极其需要的（林前一2）。在神新约的经纶里，这是一种主要的作法，使我们能享受这位经过过程的三一神，叫我们完全得救（罗十10～13）。早期的信徒在各处都呼求主名（林前一2）。对不信的人，尤其对逼迫的人，呼求主名成了基督信徒普遍的记号（九14、21）。司提反遭逼迫时，曾呼求主名（七59），这必定使逼迫他的扫罗印象深刻（七58～60，二二20）。然后，不信的扫罗以他们的呼求为记号，逼迫那些呼求的人（九14、21）。等到他被主得着以后，那把他带进基督身体交通里的亚拿尼亚，立刻嘱咐他要呼求着主的名受浸，向人表明他也成了这样呼求的人。他在提后二22对提摩太所说的话，指明早期所有寻求主的人都呼求主名。毫无疑问，他是一个这样实行的人，因为他嘱咐他的青年同工提摩太要照样作，使提摩太能和他一样享受主。

在原文，呼求是由“在…上”和“（按名）呼叫”所组成，因此是以听得见的声音呼叫，甚至像司提反一样大声呼喊（七59～60）。